# Alisa d'Este
Alisa d'Este (Ferrara, XIV secolo – Ferrara, 1329) è stata una nobile italiana.

## Biografia
Era la figlia di Aldobrandino II d'Este, marchese di Ferrara e di Alda Rangoni.
Sposò nel 1325 Rinaldo Bonacolsi detto "Passerino" dal cui matrimonio non nacquero figli.

Il 16 agosto 1328, giorno della cacciata dei Bonacolsi da Mantova, assistette all'uccisione del marito Rinaldo. Gli uomini di Alberto da Saviola, fedelissimo cavaliere dei Gonzaga, assaltarono il palazzo dei Bonacolsi e consegnarono Francesco, figlio naturale di Rinaldo, nelle mani di Luigi I Gonzaga che lo fece richiudere a vita assieme ai cugini nella Torre della Fame del castello di Castellaro, nella quale morì di stenti.
Alisa riuscì a raggiungere indenne Ferrara grazie agli appoggi dei Gonzaga.

## Ascendenza
|                          |   |          | Genitori |  |  | Nonni |  |  | Bisnonni         |  |  | Trisnonni       |  |
|                          |   |          |          |  |  |       |  |  | Rinaldo I d'Este |  |  | Azzo VII d'Este |  |
|                          |   |          |          |  |  |       |  |  | Rinaldo I d'Este |  |  | Azzo VII d'Este |  |
|                          |   | Giovanna |          |  |  |       |  |  | Rinaldo I d'Este |  |  |                 |  |
| Obizzo II d'Este         |   |          |          |  |  |       |  |  | Rinaldo I d'Este |  |  |                 |  |
|                          |   | …        | …        |  |  |       |  |  |                  |  |  |                 |  |
|                          |   | …        | …        |  |  |       |  |  |                  |  |  |                 |  |
|                          |   | …        | …        |  |  |       |  |  |                  |  |  |                 |  |
| Aldobrandino II d'Este   |   | …        |          |  |  |       |  |  |                  |  |  |                 |  |
|                          |   | …        | …        |  |  |       |  |  |                  |  |  |                 |  |
|                          |   | …        | …        |  |  |       |  |  |                  |  |  |                 |  |
|                          |   | …        | …        |  |  |       |  |  |                  |  |  |                 |  |
| Jacopina Fieschi         |   | …        |          |  |  |       |  |  |                  |  |  |                 |  |
|                          |   | …        | …        |  |  |       |  |  |                  |  |  |                 |  |
|                          |   | …        | …        |  |  |       |  |  |                  |  |  |                 |  |
|                          |   | …        | …        |  |  |       |  |  |                  |  |  |                 |  |
| Alisa d'Este             |   | …        |          |  |  |       |  |  |                  |  |  |                 |  |
|                          | … | …        |          |  |  |       |  |  |                  |  |  |                 |  |
|                          | … | …        |          |  |  |       |  |  |                  |  |  |                 |  |
|                          | … | …        |          |  |  |       |  |  |                  |  |  |                 |  |
| Tobia Rangoni            | … |          |          |  |  |       |  |  |                  |  |  |                 |  |
|                          |   | …        | …        |  |  |       |  |  |                  |  |  |                 |  |
|                          |   | …        | …        |  |  |       |  |  |                  |  |  |                 |  |
|                          |   | …        | …        |  |  |       |  |  |                  |  |  |                 |  |
| Alda Rangoni             |   | …        |          |  |  |       |  |  |                  |  |  |                 |  |
|                          |   | …        | …        |  |  |       |  |  |                  |  |  |                 |  |
|                          |   | …        | …        |  |  |       |  |  |                  |  |  |                 |  |
|                          |   | …        | …        |  |  |       |  |  |                  |  |  |                 |  |
| Caracosa di Ugolino Lupi |   | …        |          |  |  |       |  |  |                  |  |  |                 |  |
|                          |   | …        | …        |  |  |       |  |  |                  |  |  |                 |  |
|                          |   | …        | …        |  |  |       |  |  |                  |  |  |                 |  |
|                          |   | …        | …        |  |  |       |  |  |                  |  |  |                 |  |
|                          |   | …        |          |  |  |       |  |  |                  |  |  |                 |  |